# Stigmella alaternella
Stigmella alaternella is een vlinder uit de familie dwergmineermotten (Nepticulidae). De wetenschappelijke naam is voor het eerst geldig gepubliceerd in 1937 door Le Marchand.
De soort komt voor in Europa.